# Делгадо
Делгадо (шп. Delgado) је град у Салвадору у департману Сан Салвадор. Према процени из 2007. у граду је живело 120.200 становника.